# Silnice II/208
Silnice II/208 je silnice II. třídy, která vede z Rovné do Bochova. Je dlouhá 27,1 km. Prochází jedním krajem a dvěma okresy.

## Vedení silnice

### Karlovarský kraj, okres Sokolov
- Rovná (křiž. II/210)
- Krásno (křiž. II/209, III/2081)

### Karlovarský kraj, okres Karlovy Vary
- Bečov nad Teplou (křiž. I/20, peáž s I/20)
- Vodná (křiž. I/20, peáž s I/20)
- Hlinky (křiž. III/1793, III/2082)
- Nové Kounice
- Javorná (křiž. III/2087, III/1794)
- Německý Chloumek (křiž. III/19814, III/20812)
- Bochov (křiž. I/6)